# Cal Gabriel Ribó
Cal Gabriel Ribó és una obra de Matadepera (Vallès Occidental) protegida com a Bé Cultural d'Interès Local.

## Descripció
S'ha considerat ambient els fronts edificats de cases unifamiliars que conserven encara els trets arquitectònics essencials de la primera implantació urbana, l'habitatge rural bastit arran de camí.
Les cases estan arrenglerades al carrer i comparteixen les parets mitgeres. Tenen una amplada d'un dos cossos (uns 4 o 5 m cada un), i dues plantes d'alçada, connectades per una escala situada a la meitat de la profunditat de la casa. La façana es caracteritza per una entrada espaiosa, necessària per les tasques agrícoles i unes finestres petites tant als baixos com a la planta pis. A la part del darrere dins la mateixa parcel·la hi havia l'hort. A l'interior de la casa s'hi poden trobar instal·lacions relacionades amb les tasques agrícoles (cups, forn de pa). Com element constructiu característic hi trobem la volta de maó pla.

## Història
Aquests habitatges van formar els primers assentaments urbans de Matadepera, situant-se al camí ral que anava de Barcelona a Manresa durant el període 1768-1850. L'habitatge rural entre mitgeres evoluciona, a partir de la segona meitat del segle xix fins a principis del XX, guanya profunditat i alçada malgrat segueixi tenint planta baixa i pis. La petita finestra del pis es substituïda per un balcó, la finestra de la planta baixa guanya llargada i s'hi posa una reixa, i l'entrada es fa un cancell amb portes opaques.